# Hrastje ob Bistrici
Hrastje ob Bistrici este o localitate din comuna Bistrica ob Sotli, Slovenia, cu o populație de 141 de locuitori.